# Peperomia pseudophyllantha
Peperomia pseudophyllantha är en pepparväxtart som beskrevs av Samain. Peperomia pseudophyllantha ingår i släktet peperomior, och familjen pepparväxter. Inga underarter finns listade i Catalogue of Life.